# Burial (glazbenik)
William Emmanuel Bevan, poznat pod pseudonimom Burial, britanski je elektronički glazbenik iz južnog Londona. Na početku karijere bio je anoniman. Godine 2005. postao je prvi umjetnik koji je potpisao ugovor s Kode9-ovim Hyperdubom. Burialov je istoimeni debitantski album obilježio britansku dubstep scenu svojom mračnom i emotivnom glazbom. The Wire ga je proglasio albumom godine. Burialov drugi album, Untrue, izdan je 2007. uz još veće pohvale ocjenjivača od prethodnog albuma.
Godine 2008. The Independent je razotkrio Burialov identitet, nakon čega je isti potvrdio i glazbeni izdavač Hyperdub. Sljedećih godina Burial je surađivao s umjetnicima kao što su Four Tet, Massive Attack, Thom Yorke, Zomby i The Bug te izdao niz EP-ova: Kindred (2012.), Truant / Rough Sleeper (2012.), i Rival Dealer (2013.). Većina spomenutih izdanja kasnije je okupljena na kompilaciji Tunes 2011–2019 (2019.). Burial je nastavio izbjegavati publicitet i javne nastupe. AllMusic ga je opisao kao »jednog od najpriznatijih, najutjecajnijih i najzagonetnijih elektroničkih glazbenika s početka 21. stoljeća.«

## Diskografija

### Studijski albumi
- Burial (2006.)
- Untrue (2007.)

### Kompilacijski albumi
- Street Halo / Kindred (2012.)
- Tunes 2011 – 2019 (2019.)

### EP-ovi
- South London Boroughs (2005.)
- Distant Lights (2006.)
- Ghost Hardware (2007.)
- Street Halo (2011.)
- Kindred (2012.)
- Truant / Rough Sleeper (2012.)
- Rival Dealer (2013.)
- Young Death / Nightmarket (2016.)
- Subtemple / Beachfires (2017.)
- Fog / Shrine (with The Bug as Flame 1) (2018.)
- Claustro / State Forest (2019.)
- Dive / Rain (with The Bug as Flame 2) (2019.)
- Shock Power of Love (with Blackdown) (2021.)
- Chemz / Dolphinz (2021.)
- Antidawn (2022.)
- Streetlands (2022.)

## Reference
1. ↑  Brown, Jonathan; Lucy Kinnear. 11. veljače 2008. The real school of rock. The Independent. Inačica izvorne stranice arhivirana 26. rujna 2011. Pristupljeno 27. veljače 2008.
2. ↑  The Top 50 Albums of 2013. Pitchfork Media. 18. prosinca 2013. Inačica izvorne stranice arhivirana 21. prosinca 2013. Pristupljeno 18. prosinca 2013.
3. ↑  Best Albums of 2007  Arhivirana inačica izvorne stranice od 26. svibnja 2014. (Wayback Machine).
4. ↑  Stonham, Buster. Review: Burial – Truant / Rough Sleeper. Music Factory Number One. Inačica izvorne stranice arhivirana 3. prosinca 2016. Pristupljeno 2. prosinca 2016.
5. ↑  Birchmeier, Jason. Biography. AllMusic. Inačica izvorne stranice arhivirana 22. listopada 2018. Pristupljeno 22. listopada 2018.

## Vanjske poveznice
- Burial – službena stranica Hyperdub Recordsa
- Burial discography na Discogs.com
- Burial intervju na BlackDownSoundBoy blogu, 2006.